# Table des caractères Unicode (10D000-10DFFF)
Cette page contient des caractères spéciaux ou non latins. S’ils s’affichent mal (▯, ?, etc.), consultez la page d’aide Unicode.
Cette page décrit la liste des caractères Unicode codés de U+10D000 à U+10DFFF en hexadécimal (1 101 824 à 1 105 919 en décimal).

## Sous-ensembles
La liste suivante montre les sous-ensembles spécifiques de cette portion d’Unicode.
| Sous-ensemble                       | Réservés | Réservés | Décimal   | Décimal   |
| Sous-ensemble                       | Début    | Fin      | Début     | Fin       |
| ----------------------------------- | -------- | -------- | --------- | --------- |
| Zone à usage privé supplémentaire B | 100000   | 10FFFD   | 1 048 576 | 1 114 109 |